# STS Mega
Mega TV (numit în trecut CTC MEGA) este un post privat de televiziune din Republica Moldova, deținut de compania „Real Radio” SRL. Formatul de principiu al postului TV este generalist. Postul TV retransmitea programe ale postului rus de televiziune STS. 